# آرسن هامباریان
آرسن آکیلسی هامباریان (ارمنی: Արսեն Աքիլլեսի Համբարյան؛ زاده ۱۶ اکتبر ۱۹۶۹ در ایروان) یک نویسنده، مهندس و خواننده اهل ارمنستان است.

## زندگی‌نامه
وی در در  به دنیا آمد و از فارغ‌التحصیل دانشگاه پلی‌تکنیک ارمنستان گشت. وی عضو اتحادیه نویسندگان ارمنستان است

## جستارهای ویژه
- فهرست خوانندگان ارمنی